# けんか屋 伝説の裏ケンカ師!無敗伝説
『けんか屋 伝説の裏ケンカ師!無敗伝説』（けんかや でんせつのけんかし むはいでんせつ）は、1994年製作のオリジナルビデオ作品。発売元は、徳間ジャパンコミュニケーションズ。

## あらすじ
サラリーマンの本条（志村東吾）はかつて関東一の喧嘩屋だった三沢（ジョニー大倉）に弟子入りしけんか修行を始める。まもなく、三沢のかつての宿敵、関西の黒崎（白竜）が現れて・・・。

## キャスト
- 三沢：ジョニー大倉
- 黒崎：白竜
- 本条：志村東吾
- 木下ほうか
- 佐々木健介
- 村松恭子
- 徳井優
- 野口智生
- 朱源実
- 草薙幸二郎
- 李鐘浩
- 梶原千津子
- 下元史朗

## スタッフ
- 監督：福岡芳穂
- プロデューサー：永森裕二、半沢浩
- 企画：尾形英夫
- 脚本：橋本裕志
- 撮影：田口晴久
- 美術：小林健三
- 編集：冨田伸子
- 音楽：伊藤善之
- アクション監督：齋藤英雄
- 助監督：漆川麻夫
- 製作担当：中村哲也
- アシスタントプロデューサー：半澤高弘
- 製作：徳間ジャパンコミュニケーションズ
- 制作協力：フィルムシティ

## VHS
- 1994年1月21日発売